# Godzilla: King of the Monsters
Godzilla: King of the Monsters (estrenada com Godzilla II: King of the Monsters en alguns països) és una pel·lícula estatunidenca de monstres de 2019 dirigida per Michael Dougherty i coescrita per Dougherty i Zach Shields a partir d'un esborrany de Max Borenstein, Dougherty, i Shields. Un seqüela de Godzilla (2014) i la 35a pel·lícula de la franquícia Godzilla; també la tercera del Monsterverse de Legendary Pictures, i la tercera pel·lícula de Godzilla a ser completament produïda en un estudi de Hollywood. S'ha subtitulat al català.
El film és protagonitzat per Kyle Chandler, Vera Farmiga, Millie Bobby Brown, Bradley Whitford, Sally Hawkins, Charles Dance, Thomas Middleditch, Aisha Hinds, O'Shea Jackson Jr., David Strathairn, Ken Watanabe, i Zhang Ziyi. Està dedicat al productor executiu Yoshimitsu Banno i a l'actor disfressat que feia de Godzilla Haruo Nakajima, ja que tots dos van morir el 2017. En la pel·lícula els humans han de confiar en Godzilla per a poder derrotar a King Ghidorah, que ha despertat altres titans per destruir el món.
El rodatge principal va començar el 19 de juny de 2017 a Atlanta, Geòrgia. La pel·lícula va ser estrenada el 31 de maig de 2019 als Estats Units. Va rebre comentaris crítics mixtos, amb elogis pels efectes visuals, les seqüències d'acció, la cinematografia i la banda sonora, però valoracions negatives pel que fa al ritme, la història i els personatges. La recaptació en taquilla va ser inferior a l'esperada.

## Argument
La paleobiòloga Emma Russell (Vera Farmiga) treballa per a l'organització Monarch, rastrejant i estudiant als titans, criatures gegantines que una vegada van dominar la Terra. Ella i la seva filla, Madison (Millie Bobby Brown), presencien el naixement d'una larva gegant, anomenada Mothra, dins d'un temple amagat en una selva xinesa. Emma calma a Mothra amb un dispositiu, l'"ORCA", que és capaç d'emetre freqüències que poden atreure o alterar el comportament dels titans. No obstant això, al poc temps, una organització de terrorista, dirigida per l'ex-coronel britànic Alan Jonah (Charles Dance), ataca i segresta a Emma i Madison i roba l'ORCA. Mothra aconsegueix escapar i tancar-se a si mateixa en una pupa, darrere d'una enorme cascada. Els científics i soldats de Monarch, dirigits pel Dr. Serizawa (Ken Watanabe), es posen en contacte amb Mark Russell (Kyle Chandler), l'exmarit d'Emma, per localitzar a Emma i Madison. Al principi, Mark es mostra poc predisposat, a causa del seu odi cap a Godzilla (i tots els "titans"), després que el seu fill, Andrew, morís durant la batalla entre Godzilla i els M.O.T.O.S. el 2014 a San Francisco. No obstant això, poc després accepta.
Mentre es troben en una base anomenada Castle Bravo, prop de les Bermudes, l'equip de Monarch aconsegueix trobar a Godzilla a l'Atlàntic, i el segueixen fins a l'Antàrtida. En aquest lloc, Jonah té la intenció d'alliberar a un tità tancat en el gel anomenat "Monstre Zero". Després d'una breu lluita entre els soldats de Monarch i els terroristes, Emma allibera al Monstre Zero, qui mata a diversos membres de Monarch, abans d'enfrontar-se a Godzilla en una baralla en la qual mor la Dra. Graham. Durant la batalla, Godzilla fa un tremend esforç per derrotar el Monstre Zero, fins i tot llança el seu alè atòmic, però el Monstre Zero l'esquiva i l'ataca amb els seus rajos; demostra ser més poderós que Godzilla i després de vèncer-ho genera una gran tempesta elèctrica a causa dels poderosos vents que provoca al volar i a la seva naturalesa bioelèctrica. Godzilla brama després d'haver perdut la batalla.
Poc després, l'equip de Monarch s'adona que Emma no va ser segrestada pels terroristes, sinó que estava treballant amb ells, sense que Madison ho sàpiga. En ser descoberta, Emma argumenta que els titans eliminaran a la humanitat, la qual gairebé ha provocat la destrucció de la Terra i retornaran al planeta al seu estat no contaminat; tot per venjar a Andrew. Jonah i Emma fugen de l'Antàrtida i es dirigeixen a Mèxic, on alliberen a un altre Tità, Rodan, que es trobava dins d'un volcà a l'illa de Mara. Rodan desperta, a causa de les freqüències de l'ORCA i immediatament els soldats de Monarch l'enganyen, no sense abans sofrir moltes baixes ja que Rodan destrueix els avions de guerra; volen que es dirigeixi i lluiti contra el Monstre Zero, que també s'aproxima; però aquest derrota ràpidament a Rodan. A punt de ser assassinats pel Monstre Zero, Serizawa i els altres se salven, quan aquest és atacat per Godzilla, tenint una breu baralla en el mar. Godzilla aconsegueix arrencar una dels tres caps del Monstre Zero. Enmig de la batalla, l'armada nord-americana ignora els advertiments de Monarch i llança un míssil, conegut com el "Oxygen Destroyer", que diuen que pot matar qualsevol forma de vida, fins i tot a Godzilla; aparentment, el maten i s'enfonsa en l'oceà. Però el Monstre Zero sobreviu il·lès i vola cap al volcà de l'illa de Mara, del que va emergir Rodan; al mateix temps que li torna a créixer el seu cap. Rodan reapareix i s'inclina davant el Monstre Zero, reconeixent-ho com el nou Alfa. En aquest moment, el Monstre Zero emet un senyal, el qual desperta altres titans latents a tot el món, entre ells a un monstre anomenat Methusela, semblant a una muntanya i que emergeix a Alemanya, i també una mena d'aranya gegantina, Scylla, que emergeix d'un camp petrolier al sud dels Estats Units. Tots els titans desperten i es tornen bojos, causant destrucció al seu pas a tot el món. En adonar-se d'això, Madison comença a tenir rancor cap a la seva mare.
Durant una reunió de Monarch, la Dra. Ilene Chen (Zhang Ziyi) dona a conèixer el seu descobriment (el qual va obtenir mitjançant textos mitològics) sobre l'origen del Monstre Zero; el seu nom és King Ghidorah, un antic extraterrestre que busca transformar el planeta al seu gust, ara que el seu principal rival, Godzilla, ha estat eliminat. Poc després, Mothra surt del seu capoll a la Xina i vola cap a les instal·lacions de Monarch, a les Bermudes, per comunicar-se amb Godzilla, qui ha sobreviscut a la detonació i s'està recuperant en una antiga ciutat submarina (possiblement la Atlàntida), que és el seu cau. En adonar-se que Godzilla viu però està molt feble, Monarch decideix ajudar-ho a recuperar-se, perquè així pugui disputar la influència de Ghidorah sobre els altres titans. Viatjant en un submarí, Monarch localitza el cau de Godzilla ja que l'àrea és molt radioactiva. Dedueixen que Godzilla trigarà anys a absorbir suficient radiació per guarir-se completament per si mateix i decideixen que l'opció més ràpida és detonar una arma nuclear per accelerar el seu procés de curació. No obstant això, detonar la bomba a distància no és possible per la qual cosa el Dr. Serizawa decideix sacrificar-se a si mateix i realitzar la detonació manual de la bomba. Abans que detoni l'arma, Serizawa aconsegueix acostar-se prou a Godzilla i acomiadar-se d'ell dient en japonès "adéu, vell amic". La detonació aconsegueix el seu objectiu, fent que Godzilla es recuperi i augmenti el seu poder.
A Boston, Emma s'adona que la destrucció que Ghidorah i els altres titans estan ocasionant a la Terra és molt pitjor que la dels humans, però Jonah ignora les seves súpliques de desistir. Madison escolta això i decideix robar l'ORCA. En arribar a Fenway Park, Madison transmet una freqüència que calma i, sense saber-ho, atreu a tots els titans a la seva ubicació. Ghidorah arriba a Boston per destruir l'ORCA, gairebé assassinant a Madison, fins que Godzilla apareix, llançant-li el seu alè atòmic, amb l'ajuda de Monarch que s'uneix a la lluita. Malgrat l'augment de poder de Godzilla, aquest encara no aconsegueix sotmetre a Ghidorah. Mark lidera un equip de Monarch per rescatar a Madison i escapar de la ciutat, després d'assabentar-se que els nivells de radiació de Godzilla estan augmentant ràpidament i podrien provocar una explosió termonuclear. Mothra arriba per ajudar a Godzilla, però és interceptada per Rodan, mentre Godzilla lluita contra Ghidorah, desenvolupant-se una èpica batalla entre els quatre titans. Ghidorah llança rajos en totes direccions, la qual cosa provoca que Godzilla quedi molt ferit. Durant la batalla, Ghidorah domina a Godzilla, en portar-ho a molta altura i deixar-ho caure, produint un immensa explosió, i es prepara per matar-ho. No obstant això, Mothra derrota a Rodan, ferint-ho greument amb el seu agulló i abans que Ghidorah assassini a Godzilla, Mothra se sacrifica per protegir-ho, desintegrant-se a causa d'un poderós raig de Ghidorah, el qual anava dirigit cap a Godzilla; les cendres de Mothra cauen sobre Godzilla i transfereixen la seva energia a ell, sanant-ho ràpidament.
Mark, Emma i Madison es reuneixen i reactiven l'ORCA per allunyar a Ghidorah del ferit Godzilla i aconseguir el temps suficient perquè es recuperi. Emma s'allunya amb l'ORCA, allunyant a Ghidorah de Mark i Madison, i donant-los temps per escapar. Durant la persecució, Ghidorah troba a Emma, i abans d'assassinar-la, ella diu llarga vida al Rei; Ghidorah sent la presència de Godzilla, qui es recupera, entrant en un nou estat de poder i fonent tot el que ho envolta. Amb això, no solament Godzilla decideix matar a King Ghidorah, sinó també venjar la mort de Mothra. A causa d'això, Emma mor. En un poderós atac, Godzilla desintegra a Ghidorah amb tan sols tres polsos nuclears. A causa dels polsos nuclears, els dos monstres queden enterrats, però després es veu com un dels caps de Ghidorah és agafat per Godzilla que amb el seu alè atòmic el desintegra derrotant-lo definitivament i torna al seu estat normal. Godzilla s'erigeix com el nou Alfa, i Rodan i els altres titans s'inclinen davant ell; Godzilla brama declarant-se com el Rei dels Monstres. Durant els crèdits, les retallades de notícies i els arxius de Monarch mostren que els titans estan sanant la Terra. Es descobreix un segon ou de Mothra i els titans estan convergint a l'Illa Calavera. En una escena post-crèdits, Jonah i les seves forces, que estan a l'illa de Mara, troben el cap tallat que queda de Ghidorah, a les mans de Godzilla.

## Repartiment
- Kyle Chandler: Mark Russell, l'ex marit d'Emma.[10] S'uneix a una missió de rescat juntament amb els científics Serizawa i Graham per salvar a Emma i Madison.[11]
- Vera Farmiga: Emma Russell, una paleobiòloga que treballa per Monarch i que és segrestada juntament amb la seva filla Madison per una organització misteriosa.
- Millie Bobby Brown: Madison Russell, la filla d'Emma i Mark Russell. Ella és segrestada juntament amb la seva mare.
- Ken Watanabe: el doctor Ishiro Serizawa, un científic que treballa per Monarch.
- Bradley Whitford: el doctor Rick Stanton
- Sally Hawkins: la doctora Vivienne Graham, una científica que treballa per Monarch com a mà dreta de Serizawa.
- Charles Dance: Alan Jonah, un antic coronel de l'exèrcit britànic, qui ara lidera a un grup de paramilitars que té com a objectiu alliberar a tots els Titans.[12]
- Thomas Middleditch: Sam Coleman, l'intermediari entre Monarch i el govern dels Estats Units.[13]
- Aisha Hinds: a Coronel Diane Foster, coronel de l'exèrcit i líder del G-Team de Monarch.
- O'Shea Jackson Jr.: Jackson Barnes, un suboficial que forma part del grup de forces militars especials dirigit per Monarch anomenat el G-Team.
- Zhang Ziyi: la doctora Ilene Chen, una científica que treballa per Monarch que s'especialitza a desxifrar els antecedents mitològics dels titans.[14]

Així mateix, T.J. Storm representa a Godzilla a través de captura de moviment, Jason Liles com a Rodan i el cap central del rei Ghidorah; mentre que Alan Maxson i Richard Dorton representen els caps del costat dret i esquerre, respectivament. No obstant això en els crèdits de repartiment mostrats en la pel·lícula es veu al final de la llista els noms de Godzilla, Ghidorah, Mothra i Rodan, cadascun acompanyat per la frase "com ell mateix".